# Siatkówka plażowa na Letniej Uniwersjadzie 2013
Siatkówka plażowa na Letniej Uniwersjadzie 2013 została rozegrana w dniach 8–13 lipca 2013. Do rozdania były dwa komplety medali, po jednym w turnieju dla mężczyzn i kobiet. Obrońcą tytułu mistrzowskiego sprzed 2 lat była reprezentacja Polski (Kądzioła – Szałankiewicz) wśród mężczyzn i reprezentacja Niemiec wśród kobiet (Karla Borger Britta – Kristin Buethe).

## Medaliści
| Konkurencja:                | Złoto:                                          | Srebro:                                 | Brąz:                                          |
| Mężczyźni                   |                                                 |                                         |                                                |
| Turniej drużynowy szczegóły | Polska Michał Kądzioła Jakub Szałankiewicz      | Niemcy Armin Dollinger Jonas Schröder   | Rosja Jarosław Koszkariow Konstantin Siemionow |
| Kobiety                     |                                                 |                                         |                                                |
| Turniej drużynowy szczegóły | Rosja Jekatierina Chomiakowa Jewgienija Ukołowa | Polska Kinga Kołosińska Monika Brzostek | Niemcy Julia Katharina Sude Chantal Laboureur  |